# Дискография Дайан Шуур
Дискография американской певицы и пианистки Дайан Шуур включает двадцать студийных альбомов, три концертных альбома, два сборника, четыре видеоальбома и восемь синглов.

## Альбомы

### Студийные альбомы
| Название                                               | Детали                                             | Позиции в чартах | Позиции в чартах | Позиции в чартах  | Позиции в чартах  | Позиции в чартах | Позиции в чартах  |
| Название                                               | Детали                                             | США BB Pop       | США BB Jazz      | США BB Trad. Jazz | США BB Cont. Jazz | США CB Jazz      | США CB Trad. Jazz |
| ------------------------------------------------------ | -------------------------------------------------- | ---------------- | ---------------- | ----------------- | ----------------- | ---------------- | ----------------- |
| Pilot of My Destiny                                    | - Релиз: 1982 - Лейбл: Great American Records      | —                | —                | —                 | —                 | —                | —                 |
| Deedles                                                | - Релиз: 1984 - Лейбл: GRP Records                 | —                | —                | 33                | —                 | 30               | —                 |
| Schuur Thing                                           | - Релиз: 1985 - Лейбл: GRP Records                 | —                | —                | 10                | —                 | 4                | —                 |
| Timeless                                               | - Релиз: 1986 - Лейбл: GRP Records                 | —                | —                | 13                | 17                | —                | —                 |
| Talkin’ ‘Bout You                                      | - Релиз: 1988 - Лейбл: GRP Records                 | 170              | —                | 1                 | —                 | 4                | 1                 |
| Pure Schuur                                            | - Релиз: 1991 - Лейбл: GRP Records                 | 148              | —                | —                 | 1                 | —                | —                 |
| In Tribute                                             | - Релиз: 1992 - Лейбл: GRP Records                 | —                | —                | 2                 | —                 | —                | —                 |
| Love Songs                                             | - Релиз: 1993 - Лейбл: GRP Records                 | —                | —                | 3                 | —                 | —                | —                 |
| Heart to Heart (совместно с Би Би Кингом)              | - Релиз: 1994 - Лейбл: GRP Records                 | —                | 6                | 1                 | —                 | —                | —                 |
| Love Walked In                                         | - Релиз: 1996 - Лейбл: GRP Records                 | —                | 32               | 12                | —                 | —                | —                 |
| Blues for Schuur                                       | - Релиз: 1997 - Лейбл: GRP Records                 | —                | 17               | 5                 | —                 | —                | —                 |
| Music Is My Life                                       | - Релиз: 2 марта 1999 - Лейбл: Atlantic Records    | —                | 18               | 8                 | —                 | —                | —                 |
| Friends for Schuur                                     | - Релиз: 26 сентября 2000 - Лейбл: Concord Records | —                | 33               | —                 | 22                | —                | —                 |
| Swingin’ for Schuur (совместно с Мейнардом Фергюсоном) | - Релиз: 21 сентября 2001 - Лейбл: Concord Records | —                | 23               | 8                 | —                 | —                | —                 |
| Midnight                                               | - Релиз: 22 июля 2003 - Лейбл: Concord Records     | —                | 30               | —                 | 19                | —                | —                 |
| Schuur Fire                                            | - Релиз: 5 апреля 2005 - Лейбл: Concord Records    | —                | 41               | —                 | —                 | —                | —                 |
| Some Other Time                                        | - Релиз: 26 февраля 2008 - Лейбл: Concord Records  | —                | 19               | 11                | —                 | —                | —                 |
| The Gathering                                          | - Релиз: 21 июня 2011 - Лейбл: Vanguard Records    | —                | 31               | 20                | —                 | —                | —                 |
| I Remember You: Love to Stan and Frank                 | - Релиз: 10 июня 2014 - Лейбл: Jazzheads           | —                | 10               | 5                 | —                 | —                | —                 |
| Running on Faith                                       | - Релиз: 8 мая 2020 - Лейбл: Jazzheads             | —                | —                | —                 | —                 | —                | —                 |
| Символ «—» означает, что альбом не попал в чарт.       |                                                    |                  |                  |                   |                   |                  |                   |

### Концертные альбомы
| Название                                         | Детали                                    | Позиции в чартах | Позиции в чартах  | Позиции в чартах |
| Название                                         | Детали                                    | США BB Jazz      | США BB Trad. Jazz | США CB Jazz      |
| ------------------------------------------------ | ----------------------------------------- | ---------------- | ----------------- | ---------------- |
| Diane Schuur & the Count Basie Orchestra         | - Релиз: 1987 - Лейбл: GRP Records        | —                | 1                 | 2                |
| Live in London                                   | - Релиз: 6 июня 2006 - Лейбл: GR2 Records | 11               | —                 | —                |
| Live                                             | - Релиз: 2012 - Лейбл: —                  | —                | —                 | —                |
| Символ «—» означает, что альбом не попал в чарт. |                                           |                  |                   |                  |

### Сборники
| Название                                         | Детали                                        | Позиции в чартах  |
| Название                                         | Детали                                        | США BB Trad. Jazz |
| ------------------------------------------------ | --------------------------------------------- | ----------------- |
| Collection                                       | - Релиз: 1989 - Лейбл: GRP Records            | 8                 |
| The Best of Diane Schuur                         | - Релиз: 21 октября 1997 - Лейбл: GRP Records | —                 |
| Символ «—» означает, что альбом не попал в чарт. |                                               |                   |

### Видеоальбомы
| Название                                           | Детали                                     |
| -------------------------------------------------- | ------------------------------------------ |
| Diane Schuur & the Count Basie Orchestra           | - Релиз: 1987 - Лейбл: Pioneer Artists     |
| Live in Japan                                      | - Релиз: 1992 - Лейбл: Lob                 |
| Live at the Brewhouse                              | - Релиз: 2003 - Лейбл: Eagle Vision        |
| Live from Seattle — Live from the King Cat Theater | - Релиз: 2006 - Лейбл: Paradise MediaWerks |

## Синглы
| Год  | Название                                                    | Альбом            |
| ---- | ----------------------------------------------------------- | ----------------- |
| 1971 | «The Lonely Road» «Faded Love»                              | без альбома       |
| 1971 | «Dear Mommy and Daddy» «The Sun Is Shining»                 | без альбома       |
| 1984 | «The Lonely Road» «Faded Love»                              | Deedles           |
| 1985 | «By Design» «American Wedding Song»                         | Schuur Thing      |
| 1988 | «Talkin’ ‘Bout You» «Ain’t That Love»                       | Talkin’ ‘Bout You |
| 1989 | «Funny (But I Still Love You)» «Louisiana Sunday Afternoon» | Talkin’ ‘Bout You |
| 2021 | «I'd Fly»                                                   | без альбома       |
| 2022 | «Let It Be»                                                 | без альбома       |